# Ryu Seung-min
Ryu Seung-min (n. 5 august 1982, Seul, Coreea de Sud) este un jucător de tenis de masă ce a reprezentat Coreea de Sud, medaliat olimpic. A participat la 4 ediții ale Jocurilor Olimpice (2000, 2004, 2008, 2012) în care a câștigat o medalie de aur, o medalie de argint și o medalie de bronz.